# Over the rain 〜ひかりの橋〜
「Over the rain 〜ひかりの橋〜」（オーヴァー ザ レイン ひかりのはし）は、flumpoolの2作目の配信限定シングル。

## 解説
2008年11月5日に、Mora・MUSICO・MySoundにて配信開始（着うたフルは10月22日より先行配信開始）。
10月1日に配信開始されたメジャーデビュー配信限定シングル「花になれ」に次いで発表された2作目。同じアミューズ所属の三浦春馬主演のドラマ『ブラッディ・マンデイ』の主題歌に起用された。楽曲がドラマ主題歌に起用されるのは初。
同曲はボーカルの山村隆太と、音楽ユニットu-lalaの中心人物でSCANDALの「DOLL」等も作曲したミュージシャンのトキタサトシとの共作となる。本作は、配信開始翌日付のMora・MUSICOおよび携帯音楽コンテンツ配信サイト『レコード会社直営♪』の各ダウンロード数トータルランキングで1位を記録した。
また、曲のダウンロード料金は通常より高い、315円となっている。
2023年10月9日発売のベスト・アルバム『The Best flumpool 2.0 〜 Blue［2008-2011］& Red［2019-2023］〜』では、15年ぶりに再録された本楽曲が収録され、アルバム発売に先駆けて、デジタルシングルとしてリリースされた。

## 2023 ver.
「Over the rain〜ひかりの橋〜 (Ryu-Take 2023 ver.)」は、10作目の配信限定シングルとして、2023年8月15日にA-Sketchからリリースされた。

## 収録曲
1. Over the rain 〜ひかりの橋〜
作詞：山村隆太、作曲：トキタサトシ、編曲：百田留衣
  - TBS系ドラマ『ブラッディ・マンデイ』主題歌